# Grandru (België)
Grandru is een dorp in de Belgische provincie Luxemburg. Het ligt in Hompré, een deelgemeente van Vaux-sur-Sûre. Grandru ligt ruim twee kilometer ten zuidwesten van het centrum van Hompré. Een kilometer ten zuiden van Grandru ligt het gehuchtje Chaumont.

## Geschiedenis
Op de Ferrariskaart uit de jaren 1770 staat de plaats afgebeeld als het dorpje Grandru. Op het eind van het ancien régime werd Grandru ondergebracht in de toenmalige gemeente Remoiville.

## Bezienswaardigheden
- de Église Saint-Monon

Deelgemeenten: Hompré · Juseret · Morhet · Nives · Sibret · Vaux-lez-Rosières

Overige dorpen en gehuchten: Assenois · Belleau · Bercheux · Chaumont · Chenogne · Clochimont · Cobreville · Grandru · Jodenville · La Barrière · Lavaselle · Lescheret · Mande-Sainte-Marie · Morhet-Station · Poisson-Moulin · Remichampagne · Remience · Remoiville · Rosières · Salvacourt · Sûre · Villeroux 

Belgische gemeenten · Arrondissement Neufchâteau · Luxemburg · Wallonië